# Lukács László (költő)
Lukács László (Szomolnokhuta, 1906. március 31. – Bor, Jugoszlávia, 1944. július vége) magyar költő és műfordító.

## Élete
Értelmiségi család sarja, egyetemi tanulmányait Olaszországban és Franciaországban végezte, Bolognában az orvosi, a párizsi Sorbonne-on a bölcsészkart látogatta. A munkásmozgalomba Franciaországban kapcsolódott be. 1925-ös hazatérését követően az SZDP tagja lett, csatlakozott a baloldali ellenzékhez, majd 1930-ban a KMP-be lépett be. 1931–32-ben Sallai Imre munkatársa volt, szerkesztette a Kommunista című illegális lapot. 1933-ban a magántisztviselői szervezet illegális kommunista csoportjának vezetője volt, majd 1935-ben megválasztották a Vörös Segély Végrehajtó Bizottságának titkárává. 1936-ban másfél évi börtönbüntetést szabtak ki rá, majd 1940-ben újból letartóztatták, és a szegedi Csillagbörtönbe került. Szabadulását követően bekapcsolódott az 1943-ban kibontakozó antifasiszta mozgalomba. A német megszállás idejében a bori munkatáborba hurcolták el, ott halt meg. A Nyugat, a Népszava, a Magyar Nemzet és a Magyar Csillag közölte írásait, de fordított oroszból és németből is (Lev Tolsztoj, Heine, Rilke).
Életművének bibliográfiáját Vasvári István állította össze: Nyolc magyar mártír költő. Budapest, 1967. 53-64. p.

## Fontosabb művei
- Én és mi (Tanulmányok, Budapest, 1934)
- Visszafojtott lélek (versek, Budapest, 1941)
- Férfiak búcsúzása (válogatott versek, összegyűjtötte H. Lukács Borbála, válogatta Pándi Pál, Budapest, 1956)
- Leejtett furulya (versek, műfordítások, prózai írások, Pándi Pál bevezető tanulmányával, Budapest, 1959)